# Кернах мак Фогартайг
Кернах мак Фогартайг (др.‑ирл. Cernach mac Fogartaig; убит в 738) — король Лагора (Южной Бреги; 737—738) из рода Сил Аэдо Слане.

## Биография
Кернах был одним из сыновей правителя Лагора и верховного короля Ирландии Фогартаха мак Нейлла. Он принадлежал к Уи Хернайг, одной из двух основных ветвей рода Сил Аэдо Слане.
Отец Кернаха мак Фогартайга погиб в 724 году, после чего Лагором правили его родственники: сначала Катал мак Нейлл, а затем Катал мак Аэда.
В 737 году Кернах и король Катал мак Аэда потерпели поражение в сражении при Лиа Айлбе около Маг Айлбе (современного Мойналви). Их победителем был король Наута (Северной Бреги) Конайнг мак Амалгадо из Уи Хонайнг. Король Катал пал на поле боя, а Кернах смог спастись бегством.
После гибели правителя Лагора Кернах мак Фогартах сам получил власть над этим королевством. Однако уже в 738 году он был убит «своими преступными сообщниками». В сообщении об этом событии «Анналы Ульстера» дают королю Кернаху очень нелицеприятную характеристику. После Кернаха власть над Северной Брегой унаследовал его брат Фергус мак Фогартайг.